# Межа людини
Межа людини — науково-фантастичний роман у жанрі кіберпанку українського письменника-фантаста Ігоря Сіліври. Надрукований видавництвом «Темпора» в 2019 році.

## Загальна характеристика
Практично вся дія роману розігрується на фоні комп'ютерів, штучного інтелекту, внутрішніх інтерфейсів, віртуальної реальності й інших подібних атрибутів. Проте вони є тут чимось більшим, аніж просто стилістика, це справжні елементи структури самого роману. Світ твору обмежений відносно невеликою транснептуновою населеною зоною. Майже всі події роману розгортаються або на дальніх рубежах Сонячної системи, на планетоїдах типу Плутона, космічних станціях чи у відкритому космосі.
Ряд спільних рис споріднює книгу з продуманою футурологічною концепцією. Через зовнішню твердонауковість проступають обриси філософського роману, в якому бачимо діалектику часткового й цілого. Персонажі «Межі людини» — наче одиничні, неповні сутності, які шукають шляхи до набуття своєї цілісності.

## Головні персонажі
Камеяма Джіро (Ка-Джей) — типовий японський хікікоморі. Син уродженця Країни вранішнього сонця й українки, що здобував освіту в Європі. Космополіт з еклектичним світоглядом, соціопат, що ховається від людей у бляшанці космічного корабля. Протагоніст, свідок кінця світу, має досвід єднання з корабельним штучним розумом і утворення спільної особистості. У новому світі йому доведеться кардинально змінитися і переглянути своє відношення до людей.
Космік Наді — представниця штучно створеної стерильної раси генно-модифікованих мандрівників космосом. Ці суворі, низькорослі, витривалі люди не створюють стійких соціальних зв'язків, проте волею-неволею Наді змушена буде відкоригувати свої багаторічні уявлення і звички.
Андроїд Октан — прирівняна до людської штучна особистість. Як з'ясовується згодом, Октан лише частина надособистості. Його шлях полягає у віднайдені своїх втрачених «братів» та… ще в чомусь надважливому для всіх мешканців Ойкумени.

## Філософська інтерпретація сюжету
Центральне філософське поняття роману — межа. Межа у романі присутня повсюди, як у зовнішньому світі, так і в душах людей, які мешкають у цьому світі. Ойкумена обмежена орбітою Нептуна, всередині якої розташувалася загадкова Аномалія, з протилежного боку — безмежний непривітний космос, який так і не вдалося упокорити. Особливих відкриттів, які б змінили буття цивілізації, також не зроблено, оскільки всі сили були спрямовані на виживання після кінця світу. У зростанні машинного інтелекту також було виявлено межу. Розвитку сильного штучного інтелекту — інтегральних координуючих субмодулів (ІКС) було штучно поставлено заслін, оскільки вважалося, що після проходження певного рубежу ІКС розбалансовується, простіше кажучи сходить з розуму.
Світ майбутнього Ігоря Сіліври варіюється між помірним реалізмом і стриманим песимізмом. Автор виходить у своїх побудовах насамперед із природничо-технічного підходу. У творі змальовується майбутнє продовження сучасного відносно ситого повільно деградуючого західного суспільства, культом якого є споживацтво і гаджетоманія. Внаслідок катастрофи утворилися відособлені космічні острівці, які обрали відмінні політичні моделі для своїх соціумів. Ще до катастрофи на Землі більшість людей проїдала свій соцпакет, не займаючись ніякою корисною справою. У нових умовах універсальні люди не дуже потрібні, адже спеціалізовані навички цінніші. Парадокс, але навіть результати роботи працюючого, по суті, нікого особливо не цікавлять. Соціальна межа поволі перетворюється на кіберстіну, за примарним затишком якої деградація стає все більш явною.
Ігор Сілівра пише про гуманізацію машини. Автор описує ситуацію, коли штучний інтелект набуде достатньої складності, і матиме змогу навчатись і щоразу коригувати свій досвід і базові установки відповідно до умов середовища, що постійно змінюється. Такому інтелекту вдається привити людську мораль і етику через процес, аналогічний до виховання дитини. В результаті формується особистість, подібна до людської, проте відмінна за типом фізичного носія.
Здебільшого автор апелює саме до розуму і його межі, але то тут, то там зринає проблематика людини. Сілівра обстоює тезу, що саме поняття «людина» у майбутньому буде трансформоване, у прийдешньому воно буде позбавлене своєї прив'язки до біологізму, адже сенс людини — не у м'язах та кістках. Заради розширення Ойкумени, зрештою, задля виходу за Межу люди будуть змінюватися не тільки тілесно, а сутнісно.
Згадується у книзі й поняття «бунт машин». Проте цей бунт не є тотальним повстанням «заліза», його механізм у романі поданий як втілення діалектичного закону єдності і боротьби протилежностей. Бунт машин тут представляє собою боротьбу з замежевою ланцюговою реакцією етичного надінтелекту.
У фіналі люди стають пасивними приймачами самовбивчої пожертви електронного прометея. У романі, проте, містяться натяки, що суїцид — не зовсім суїцид, як і межа розуму — не зовсім межа…

## Інше
Текст роману супроводжується авторськими примітками та словничком понять наприкінці книги.